# クロード・ジェンサック
クロード・ジェンサック（Claude Gensac、1927年3月1日 - 2016年12月27日）は、フランス出身の女優。
映画以外に舞台・演劇の分野でも活躍した役者で、2011年に長年の功績を称えられ、母国の名誉『芸術文化勲章』を受章した。

## 経歴
フランス国立高等演劇学校に1947年に入学し、古典悲劇の2等賞を得る。1949年に演劇でデビューし、それから1952年にサシャ・ギトリ監督の映画『fr:La Vie d'un honnête homme（正直者の生涯）』に出演する。
彼女は多くの貴族的な主役級の役柄に出演した。テレビドラマ『カメラは歴史を探る(fr)』の「毒薬のドラマ」の回でモンテスパン侯爵夫人フランソワーズ・アテナイスを演じ、また大ブルジョアで少々あばずれの役柄を演じた『fr:Comment épouser un premier ministre（いかに首相と結婚するか）』、『スルタン』、『fr:Journal d'une femme en blanc（白衣の女の日記）』などに出演した。しかしだんだんとコメディ映画の滑稽な役を演じるようになる。
最も彼女のキャリアとしてよく知られているのは、ルイ・ド・フュネスとの長年にわたる共演である。1952年にデビュー映画『正直者の生涯』で彼と出会って以来、10本以上の映画で共演し、特に『グランド・ヴァカンス』、『Hibernatus （冬眠者）』、『Oscar （オスカー）』、『Jo』、そして『ルイ・ド・フュネスのサントロペシリーズ』（第3, 4, 6作。特に第3作『ルイ・ド・フュネスの大結婚』では準主役）で、そのパートナー役を務めた。しかしド・フュネスが1983年に死去して以降、映画への出演はごくわずかしかなくなった。演劇やテレビドラマには引き続き出演している。
演劇では、主にロベール・ラムルー(fr)（『Jo』（舞台版、1964年）、『ル・ディンドン』（1984年））、エドウィジュ・フイリエール(fr)（『シャイヨーの狂人』（1974年））、ロベール・マニュエル(fr)（『二人の処女』（1984年））と共演した。
また彼女は、多くのテレビドラマにも出演した。中でも『マルクとゾフィー（1987年 - 1991年）』や、近年では『太陽の下で』（2005年）でのけちな叔母役で知られる。

晩年期のクロード (1993年)

2005年には自伝『私の雌鹿、一言で言えば！ Ma biche... c'est vite dit !』を出版した。これはルイ・ド・フュネスが複数の映画の中で（『L'Aile ou la Cuisse』、『ルイ・ド・フュネスの大奪還』など）クロード・ジェンサックについて述べたセリフを基にしており、彼女の周辺や、撮影についての裏話などを収録している。
2011年7月に、芸術文化勲章：オフィシエ章を受章した。
結婚歴では、俳優のピエール・モンティ(fr)と1951年に結婚し1955年に離婚、オートレーサーのアンリ・シュマン(fr)と1958年に結婚、1977年に離婚している。
2015年のセザール賞で、『fr:Lulu femme nue (film) （裸女ルル）』（2013年）での助演女優賞にノミネートされた。
2016年12月26日深夜から翌27日未明にかけての晩に就寝中に死去した。89歳没。

## 主な出演作品

### 映画
- 1952：The Virtuous Scoundrel（正直者の生涯）
- 1964：Comment épouser un premier ministre（いかに首相と結婚するか）
- 1965：A Woman in White（白衣の女の日記）
- 1966：The Sultans（スルタン）
- 1967：Oscar（オスカー）
- 1967：Les grandes vacances（グランド・ヴァカンス）
- 1968：Le gendarme se marie（ルイ・ド・フュネスの大結婚）
- 1969：Hibernatus（冬眠者）
- 1970：The Ball of Count Orgel
- 1970：Le gendarme en balade（ルイ・ド・フュネスの窓際一発大逆転）
- 1971：Jo
- 1974：Le plumard en folie
- 1976：The Wing or the Thigh（手羽先とモモ）
- 1976：Le chasseur de chez Maxim's
- 1977：Moi, fleur bleue
- 1980：L'avare（守銭奴）
- 1981：La Soupe aux choux
- 1982：Le gendarme et les gendarmettes（ルイ・ド・フュネスの大奪還）
- 1985：Le gaffeur
- 1987：Poule et frites
- 2001：Absolutely Fabulous
- 2010：22 Bullets（バレッツ）
- 2010：Coursier
- 2011：De l'huile sur le feu
- 2013：Lulu femme nue（裸女ルル）
- 2013：On My Way
- 2016：Baden Baden

### テレビドラマ
- 1958：Monsieur de Saint-Germain
- 1958：Adélaïde
- 1959：Coquin de printemps
- 1959：La caméra explore le temps（カメラは歴史を探る）
- 1960：La terre est ronde
- 1962：L'inspecteur Leclerc enquête
- 1963：L'esprit et la lettre
- 1964：Christine ou La pluie sur la mer
- 1964：Les Cinq Dernières Minutes
- 1965：Le legs
- 1967：The Flashing Blade
- 1973：La dame de trèfle
- 1975, 1978, 1980, 1982, 1984：Au théâtre ce soir
- 1976：La folle de Chaillot
- 1977：Les folies Offenbach
- 1978：Gaston Phébus
- 1980：Georges Dandin
- 1981：Les fugitifs
- 1981：Les fiancées de l'empire
- 1981：Les amours des années grises
- 1984：Amphitryon 38
- 1984：Le sexe faible
- 1985：Le crime de Mathilde
- 1985：Les amours des années 50 	Baroness
- 1986：Le dindon
- 1986：L'étiquette
- 1986：Madame et ses flics
- 1987：Cloud Waltzing
- 1987-91：Marc et Sophie（マルクとゾフィー）
- 1991：Quiproquos!
- 1992：Tout ou presque
- 1994：Tout feu, tout femme
- 1998：Changement de cap
- 2003：Le Squat
- 2003：Un été de canicule
- 2003：Docteur Claire Bellac
- 2004：Le grand patron
- 2005：Papa est formidable
- 2005：Vénus & Apollon（太陽の下で）
- 2005：Sous le soleil
- 2007：La prophétie d'Avignon
- 2011：La grève des femmes
- 2012：Scènes de ménages
- 2014：Les fées du logis
- 2015：Mon cher petit village
- 2015：Nos chers voisins